# Elmgreen & Dragset
Elmgreen & Dragset es una pareja artística formada por el danés Michael Elmgreen (Copenhague, Dinamarca; 1961) y el noruego Ingar Dragset (Trondheim, Noruega; 1968). 
Ambos artistas viven y trabajan juntos en Berlín. Son reconocidos por facturar unas obras de arte en las que el ingenio y el humor subversivo forman una parte importante del proceso creativo, abordando también graves preocupaciones culturales.

## Historia
Elmgreen y Dragset se unieron en 1995 y se trasladaron a Berlín en 1997, donde convirtieron un edificio de 100m2 de grandes dimensiones en una casa y estudio. Sus exposiciones incluyen la transformación de la Fundación Bohen en Nueva York en un metro de la calle 13 en 2004, un lugar Prada con encanto en medio del desierto de Texas en 2005, su show del Bienestar Social en 2006 en la Serpentine Gallery de Londres, y la Power Plant Contemporary Art Gallery, Toronto, que fueron aclamados por la crítica.
En 2003 ganan un concurso organizado por el gobierno alemán para instalar un monumento en el parque Tiergarten de Berlín, en memoria de las víctimas homosexuales del régimen nazi, que fue presentado en mayo de 2008.
En 2011, su diseño Powerless Structures, Fig.101, gana otro concurso anual público para instalar su obra en Trafalgar Square, en Londres, y también participaron en la exposición You're Not Alone, en la Fundación Joan Miró de Barcelona.
En 2012 instalan la escultura "Han" en el puerto de Helsingør (Dinamarca).